# Forteresse de Volterraio
La forteresse de Volterraio (en italien : Fortezza del Volterraio, ou Castello del Volterraio) est une forteresse côtière située sur l'île d'Elbe, dans la commune de Portoferraio, dans la province de Livourne en Toscane,.

## Historique
L'ensemble fortifié culmine à 394 m, appelé dans les documents du XIIIe siècle Monte Veltraio, a été construit vers l'an 1000, à l'endroit où se trouvait probablement une structure préexistante de l'époque étrusque ; Près du site, une pièce de monnaie en bronze de Volterra frappée entre le Ve et le IIIe siècle av. J.-C. a été trouvée avec des balles de fronde en plomb, des fragments de petits bronzes figurés et des restes de poterie bucchero.
La forteresse a été rénovée à la fin du XIIIe siècle, probablement sur la base d'un projet de Vanni di Gerardo Rau, pour l'adapter aux besoins défensifs de l'époque (… res omnes necessarias ad defensam insule Ilbe …, comme indiqué dans un document pisan de 1298). Au milieu du XVe siècle, vraisemblablement vers les années 1660 et dans le contexte du renforcement des défenses de l'île d'Elbe voulues par Jacopo III Appiani (it), seigneur de Piombino, elle fut agrandie, en prenant sa forme actuelle. En 1544, la forteresse fut brièvement assiégée par Khayr ad-Din Barberousse puis, en 1553, par Dragut. Le complexe architectural militaire remplissait de vastes fonctions de surveillance le long de la côte nord de l'île et vers la mer. L'ensemble continue à remplir ses fonctions jusqu'au XVIIIe siècle, puis devient à la fin du siècle une garnison pour les troupes de Napoléon Ier. En 1798 précisément, une insurrection contre l'armée française a conduit à la semi-destruction du complexe, qui a depuis été définitivement abandonné. Une série de restaurations réalisées depuis 2013 ont permis de récupérer ce qui restait de l'ancienne fortification.

## Description
La forteresse de Volterraio, qui se présente sous la forme d'imposantes ruines au sommet de la colline du même nom, a un plan hexagonal et se caractérise par des structures murales entièrement recouvertes de pierre, à la base desquelles se trouvent des traces de murs plus anciens de l'époque étrusque et romaine. Malgré son état de ruine, une partie de l'aspect imposant qui caractérisait à l'origine le complexe défensif est encore visible aujourd'hui.

## Archéologie
En aval de la fortification se trouvent les restes d'une colonie datant de l'âge du bronze (Culture apenninique), en contact direct avec celle de Cima del Monte (it). Il y a là aussi une petite nécropole rupestre.

## Galerie

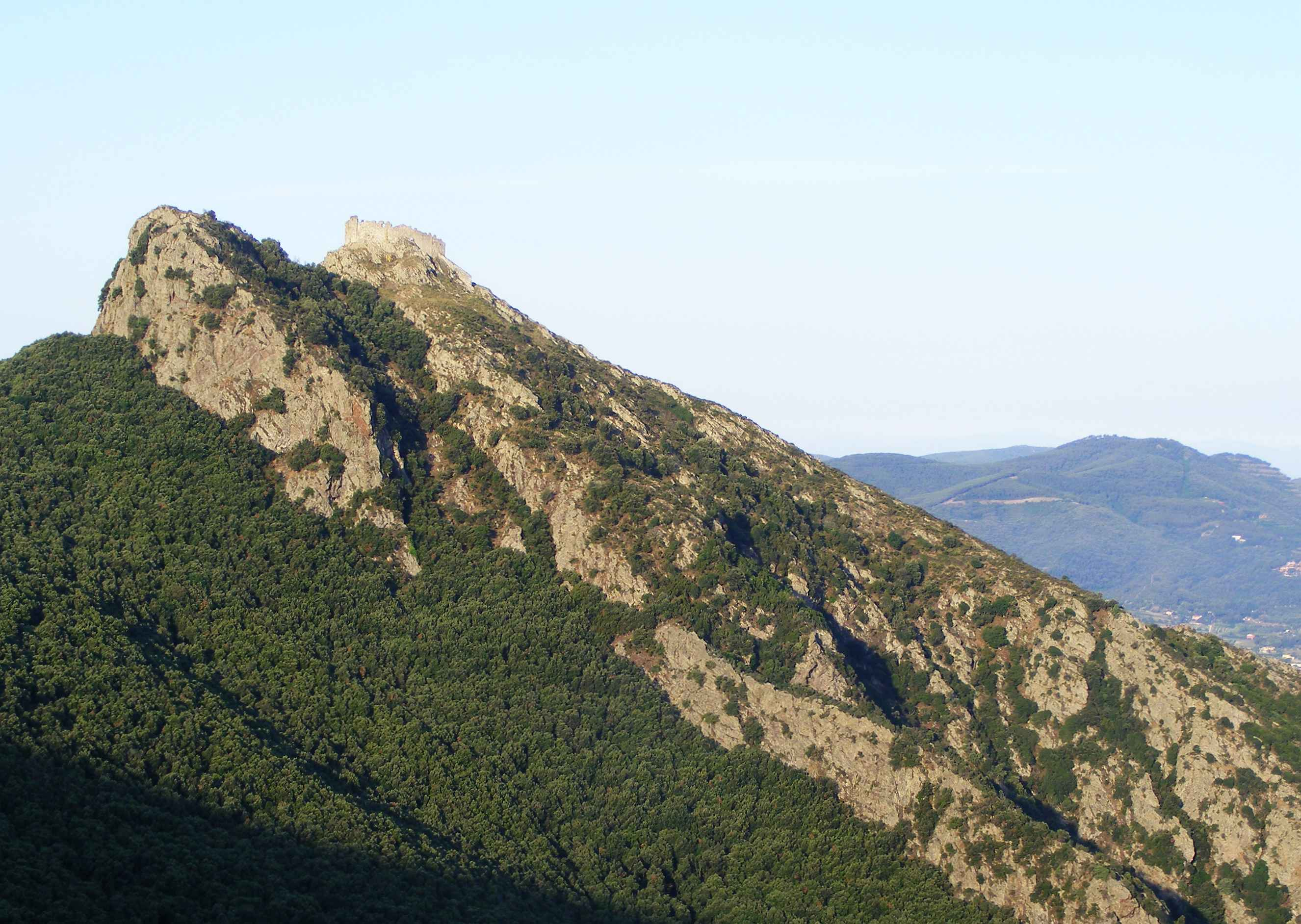
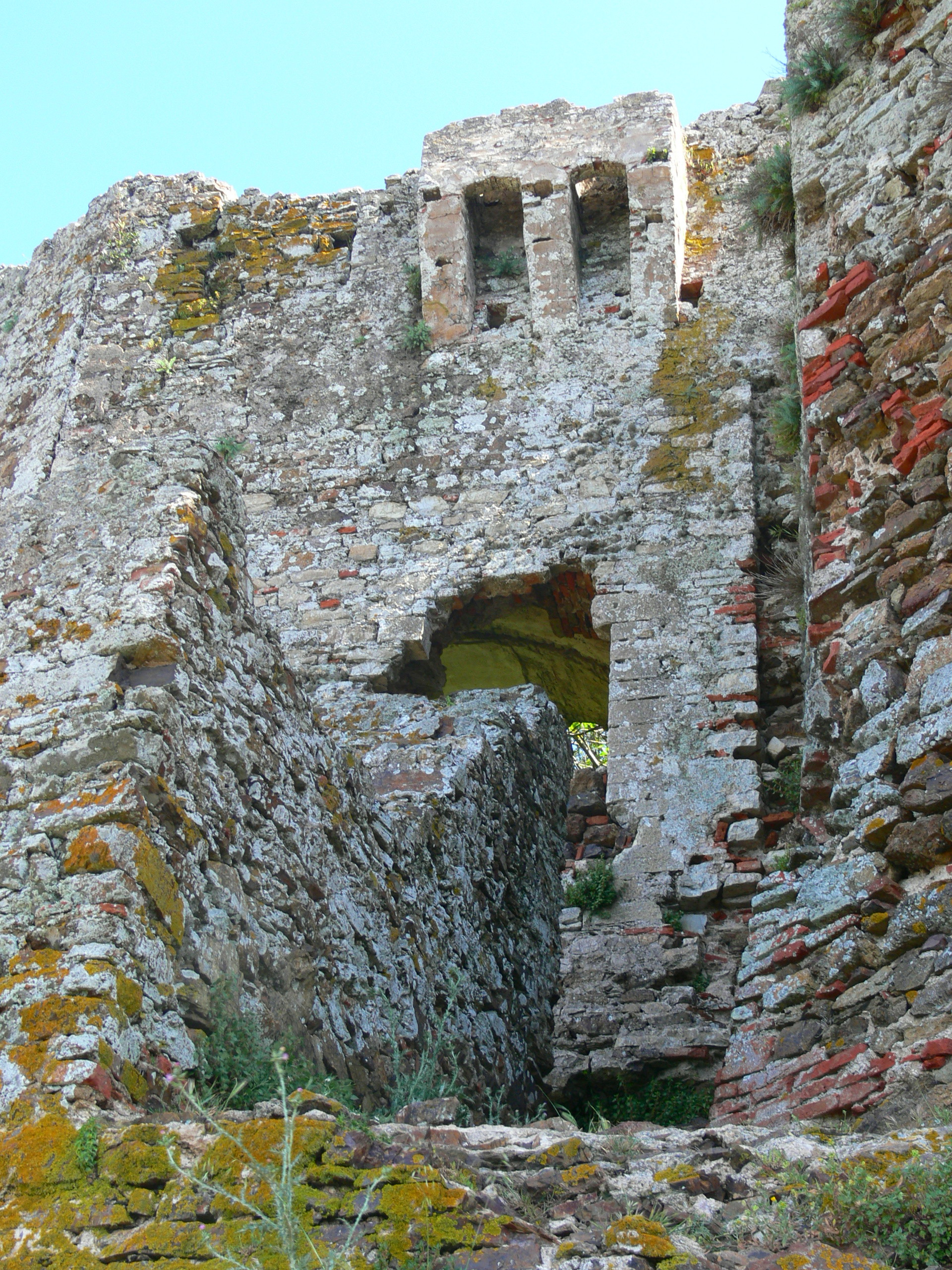